# Канадзава, Хироси
Хироси Канадзава (яп. 金澤 宏 Канадзава Хироси) — японский футболист, вратарь, выступавший за Университет Киото и национальную сборную Японии. Участник Дальневосточных игр 1934 года.

## Биография
В 1933 году Хироси начал свои выступления за футбольную команду университета Киото. В 1934 году он был вызван в национальную сборную Японии на Дальневосточные игры, проходившие в Маниле. Несмотря на то, что Хироси был запасным вратарём, он дебютировал на турнире уже в первом матче, заменив Сюнити Кумаи на 68-й минуте игры против сборной Голландской Ост-Индии. К тому времени японцы проигрывали со счётом 1:6, и за оставшееся время Хироси пропустил ещё один гол. Следующий матч Дальневосточных игр со сборной Филиппин Хироси отыграл полностью и пропустил три мяча, а его сборная одержала победу с минимальным перевесом. В последней игре против Китайской республики он не принимал участия, снова уступив место в воротах Сюнити Кумаи. Япония проиграла эту встречу и заняла последнее место в группе по итогам турнира, уступив Филиппинам и Голландской Ост-Индии по дополнительным показателям. Более Хироси не вызывался в японскую национальную команду. Он продолжал выступать за университетский коллектив до 1935 года. Его судьба после выпуска из университета Киото неизвестна.

## Статистика выступлений за сборную Японии
| Матчи Канадзавы за сборную Японии | Матчи Канадзавы за сборную Японии | Матчи Канадзавы за сборную Японии | Матчи Канадзавы за сборную Японии | Матчи Канадзавы за сборную Японии | Матчи Канадзавы за сборную Японии |
| №                                 | Дата                              | Оппонент                          | Счёт                              | Соревнование                      |                                   |
| --------------------------------- | --------------------------------- | --------------------------------- | --------------------------------- | --------------------------------- | --------------------------------- |
| 1                                 | 13 мая 1934                       | Голландская Ост-Индия             | 1:7                               | Дальневосточные игры 1934         |                                   |
| 2                                 | 15 мая 1934                       | Филиппины                         | 4:3                               | Дальневосточные игры 1934         |                                   |

Итого: 2 матча / 4 пропущенных гола; 1 победа, 0 ничьих, 1 поражение.